# Ian Raiburg
Ian Raiburg (n. 7 ianuarie 1952) este un compozitor și cântăreț moldovean de origine evreiască, Maestru emerit al artei al Republicii Moldova din 2007.

## Biografie
S-a născut la Măcărești, Ungheni, Republica Moldova. A absolvit Școala de muzică din Chișinău, secția acordeon.

## Discografie
- 2004 ru  Наша Жизнь (Viața Noastră)
- 2003 ru  Западня (Capcană)
- 2003 ro  ru  20 Лет Спустя (2 CD) (20 de ani mai târziu)
- 2002 ru  Песни Яна Раибурга (Cântece Ian Raiburg)
- 2002 ru  ...Дороги, которые мы выбираем... (Calea pe care o alegem)
- 2002 ro  Ian Raiburg și prietenii săi
- 2001 ro  Anii mei și tinerețea
- 2000 ro  Autumn Rains (Ploi de Toamnă)